# Eclipse (álbum de Catalina Palacios)
Eclipse, es el álbum debut de la cantante, conductora de televisión y actriz chilena Catalina Palacios. Fue publicado el 3 de septiembre de 2006 en Chile, y en los formatos Cd y Casete. En cuanto al estilo musical, mezcla ritmos del género pop-rock y un poco de funky.
Para la promoción del álbum, lanzó al mercado un único sencillo promocional llamado «Sobre la luna».

## Lanzamiento
El álbum fue lanzado de manera oficial en una emisión especial del programa Mekano, en dónde Catalina interpretó algunas de las canciones del disco.

## Promoción

### Presentaciones
Para promover el álbum, la cantante realizó una presentación en Sala SCD Vespucio el 2 de febrero de 2007, también en el programa de televisión Primer Plano (en dónde realizó un medley entre «Sobre la luna»/«Voy a amarte»), y Mekano. En una entrevista radial, le preguntaron qué tipo de música era ella y dijo; "Es un poco de pop, mezclado con algunas guitarras rockeras, algo medio funky por ahí también."
El día miércoles 3 de julio de 2013, realiza una presentación en el show ExpoMusica de Casapiedra, intérpretando las canciones «No es un juego» y «Clamando».

### Sencillo

#### Sobre la Luna
«Sobre la luna» fue publicado como el primer y único sencillo promocional del álbum durante 2006. Un video musical fue grabado y subido a Youtube el 22 de diciembre de 2006. En el ámbito radial, logró ingresar a las principales listas de las emisoras radiales del país.

## Listado de canciones
| CD - Casete |                      |          |  |
| N.º         | Título               | Duración |  |
| 1.          | «Sobre la luna»      | 02:42    |  |
| 2.          | «Pensando en ti»     | 03:01    |  |
| 3.          | «Sólo quiero amarte» | 02:59    |  |
| 4.          | «Voy a amarte»       | 03:08    |  |
| 5.          | «No es juego»        | 03:29    |  |
| 6.          | «En un beso»         | 03:06    |  |
| 7.          | «Tal vez»            | 03:26    |  |
| 8.          | «Muero de amor»      | 02:42    |  |
| 9.          | «Clamando»           | 03:56    |  |
| 10.         | «Difícil»            | 03:33    |  |
| 11.         | «Yo pierdo mi mundo» | 03:26    |  |
| 12.         | «Te quiero»          | 03:17    |  |

## Créditos
Administración
| - Producción general — Cristian Conejeros B. - Producción ejecutiva — Octavio Silva, Juan Luis Alcalde | - Gerente — Oscar Solari |

Interpretación
| - Voz — Catalina Palacios |

Tecnicismo y producción
| - Escritura — P. Zelada Muñoz, Cristian Morales, Iván Castro, Catalina Palacios, José Zelada, F. Villar Villar, Juan Villar Villar, Guto Fernandes, Fabián Salgado, Augusto Fernández, David Gómez | - Producción — Iván Castro, Héctor Troncoso |

## Lanzamientos
| País o estado              | Fecha                   | Sello           | Edición(es) |
| -------------------------- | ----------------------- | --------------- | ----------- |
| Historial de publicaciones |                         |                 |             |
| Chile                      | 3 de septiembre de 2006 | Universal Music | CD, Casete  |